# Tuorusjärvi
Tuorusjärvi är en sjö i Finland. Den ligger i kommunen Miehikkälä i landskapet Kymmenedalen, i den södra delen av landet, 170 km öster om huvudstaden Helsingfors. Tuorusjärvi ligger 17,3 meter över havet. I omgivningarna runt Tuorusjärvi växer i huvudsak blandskog. Arean är 53,6 hektar och strandlinjen är 3,56 kilometer lång. Sjön  ingår i Urpalanjokis huvudavrinningsområde. 